# Abadía de Caunes-Minervois

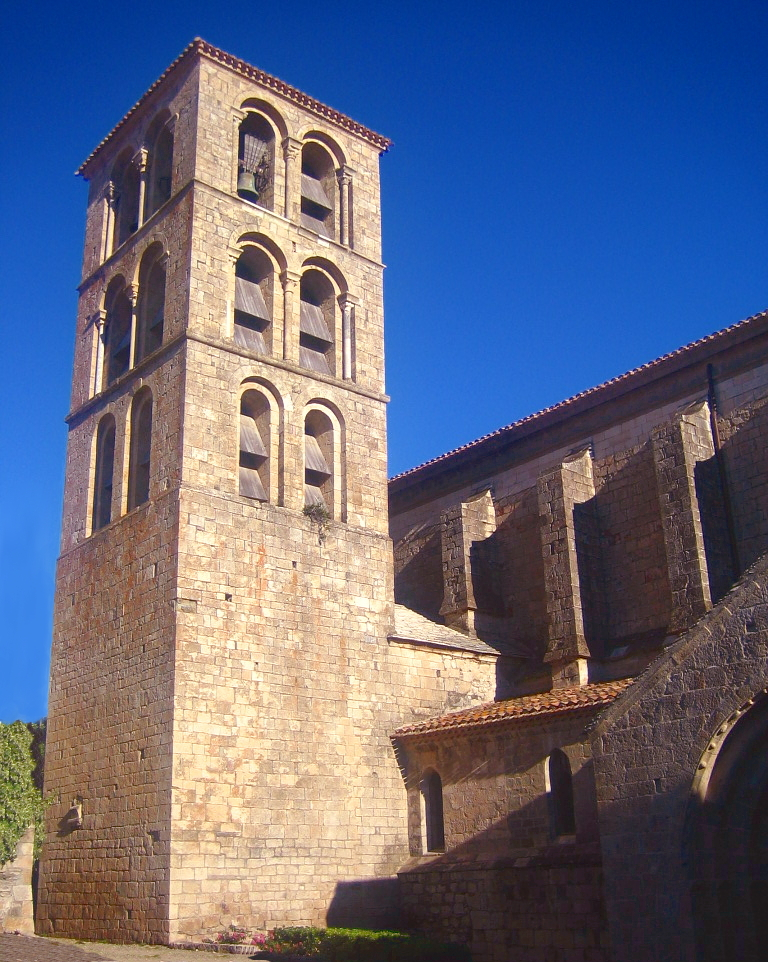
Campanario de la abadía.

La abadía Saint Pierre y Saint Paul de Caunes-Minervois es una antigua abadía benedictina románica situada en la localidad de Caunes-Minervois, en Francia, cuyos orígenes datan del siglo VIII. Desde 1948 es un monumento histórico de Francia.

## Historia
Fundada en el año 780 por el abad Anian, la abadía se benefició desde el siglo VIII hasta el siglo XI de donaciones de tierra y privilegios. En el siglo XII aumentó sus dominios al recibir bienes confiscados a los cátaros. El declive de la abadía comenzó en el siglo XV, acusado por las guerras de religión. No se recuperó hasta el siglo XVIII al afiliarse a la congregación de Sant Maur, cuando volvió a recuperar la importancia y dinamismo que tuvo durante la Edad Media.

### El edificio: arquitectura
La parte más antigua que se ha conservado data de principios del siglo XI y constituye el coro, de piedra en escuadra delimitada por piedras talladas, sobremontadas por cornisas cúbicas. Su finalidad no está clara sin capillas ni cripta y el coro más elevado de lo normal. Un segundo registro, de delgadas pilastras con arcos de medio punto tallados, fue construido en la segunda mitad del siglo XI sin tener en cuenta la primera construcción.
El transepto fue construido en el siglo XII, por debajo del coro, con dos campanarios, uno a cada lado flanqueados por absidiolas. Actualmente solo queda el de la zona sur, de tres pisos con arcos de medio punto sostenidos por capiteles románicos y merovingios.
La puerta de entrada, esculpida, y el portal son de estilo románico. Una bóveda con ojivas, muy bombeada, cubre el portal, con tres curvaturas que se asientan sobre capiteles decorados con escenas de la masacre de los Santos Inocentes, la Anunciación y la Natividad.
La nave central fue totalmente reconstruida en el siglo XIV y se le añadió el claustro; la bóveda actual que lo cubre data del año 1770.